# Psybient
Psybient (znám také jako Ambient Psy, Ambient Goa, Psychedelic Ambient, Psy Chillout, Psychill, Psydub, Downtempo Psy, Psyambient, Ambient Psytrance apod.) je hudební žánr kombinující prvky psytrancu, world music, ambientu, new age a nebo třeba etherealu. Často v něm můžeme nalézt vlivy i z dubu nebo glitche. Psybient bývá často strukturován za účelem získání pocitu hudební nebo akustické cesty.

## Historie
Mezi prvotní psybient můžeme zařadit album Alien Dreamtime (1993) od Spacetime Continuum a Terence McKenna. Komerčně úspěšnější však byli až The Infinity Project a jejich album Mystical Experiences (1995). Každopádně psybient si získává popularitu až s nástupem projektu Shpongle s albem Are You Shpongled? (1998). Pomalu ale jistě se začíná používat termín „psybient“ a „psychill“

## Psychedelie
Díky podobnosti se svým mateřským žánrem goa trancem, i velká většina posluchačů psybientu požívá halucinogení drogy, dokonce více, než je tomu u jiných formách psytrancu. O tom, že psychedelické drogy patří k tomuto žánru svědčí např. skladba od Shpongle „Divine Moments Of Truth“, což je jakási pocta DMT. Vliv psychedelie můžeme vysledovat nejen v hudbě, ale i na bookletech alb.

## Interpreti
- Asura
- Benji Vaughan
- Bluetech
- Capsula
- Carbon Based Lifeforms
- Celtic Cross
- Entheogenic
- H.U.V.A. Network
- Hallucinogen
- Kick Bong
- Mystery Of The Yeti
- Mystical Sun
- Ott
- Pitch Black
- Saafi Brothers
- Shpongle
- Shulman
- Solar Fields
- Sync24
- The Infinity Project
- Younger Brother

## Vydavatelství
- Aleph Zero Records
- Cyberset Music
- Liquid Sound
- Twisted Records
- Ultimae Records